# Memorial Park (Palmerston North)
El Memorial Park és un estadi multiusos de Palmerston North, Nova Zelanda. És un estadi usat principalment per esdeveniments futbolístics i té una capacitat per a 8.000 persones.

## Història
Originalment era un parc i s'anomenava Fitzroy Park. Fou usat entre el 1876 i la dècada del 1930 com una gravera per la companyia de ferrocarrils New Zealand Railways Department per a proveir balast per les vies de tren. La gravera construïda va ser comprada per la Palmerston North City Council i Fitzroy Park obrí el 1938. Un obelisc construït per Sir Kippenberger va servir com a memorial de guerra entre els anys 1952-1983. Va ser tret pel consell municipal el 1983 a causa de diverses esquerdes que el feien una estructura perillosa. Avui en dia el memorial de guerra són les portes del parc.
Fitzroy Park va ser rebatejat com a Memorial Park el 1954. El parc té un camp de futbol, utilitzat pel YoungHeart Manawatu i originalment envoltat per un velòdrom, i una tribuna. A més hi ha un llac, una piscina, una pista de patinatge, pàrquing i una gran varietat d'arbres i plantes. Les portes del Memorial Park tenen inscrites en una placa «entreu no en aquest parc en dolor però en orgull, i lluiteu per a viure tant noblement com ells moriren» (en anglès: "enter not this park in sorrow but in pride, and strive to live as nobly as they died").
El 2011 la final de la Copa Chatham va ser jugada al Memorial Park de Palmerston North. El partit es va jugar entre el Wairarapa United i el Napier City Rovers i acabà guanyant el Wairarapa United per un 2–1.

## Ús

### Futbol
En aquest estadi juga l'equip local de YoungHeart Manawatu del Campionat de Futbol de Nova Zelanda. Hi ha jugat des del 2004, l'any de la fundació de l'equip.

### Altres esports
El Memorial Park es fa servir a més per altres esports a part del futbol com ara patinatge, natació, atletisme i ciclisme. Però, aquests simplement són per motius lúdics i no hi juguen equips esportius.